# Jan Fisher
John Fisher, forma spolszczona Jan Fisher (ur. 1469 w Beverley, zm. 22 czerwca 1535 w Londynie) – święty katolicki, kardynał, biskup Rochester, męczennik, humanista.

## Życiorys
Kształcił się w Cambridge, gdzie w 1487 uzyskał stopień bakałarza, a w 1491 magistra sztuk wyzwolonych. W latach 1491–1494 był wikariuszem w Northallerton, potem zaś pełnił funkcję rektora dwóch kolegiów, wicekanclerza i kanclerza Uniwersytetu Cambridge .
W 1497 został spowiednikiem matki króla Henryka VII. Sprawował też opiekę nad ufundowanym przez nią kolegium w Cambridge. Do programu studiów wprowadził grekę i hebrajski. Zaangażował Erazma z Rotterdamu jako profesora teologii i greki. W 1504 został biskupem Rochesteru. Ta ostatnia godność łączyła się ze stanowiskiem wychowawcy następcy tronu, późniejszego Henryka VIII. Fisher poświęcił się dla dobra swojej diecezji i uniwersytetu. Od 1527 aktywnie przeciwstawiał się rozpoczętemu przez króla procesowi rozwodowemu z poślubioną mu Katarzyną Aragońską. Równie mocno przeciwny był wtrącaniu się króla w sprawy kościelne. W przeciwieństwie do innych biskupów królestwa, Fisher odmówił złożenia przysięgi, zobowiązującej do poszanowania ustawy, która potomstwu Henryka i Anny gwarantowała sukcesję tronu. Z powodu tej odmowy został uwięziony w Tower w kwietniu 1534 roku. W następnym roku papież Paweł III mianował Fishera kardynałem prezbiterem z tytułem S. Vitale. Biorąc odwet za to, Henryk VIII skazał Fishera na ścięcie. Na pół godziny przed egzekucją otworzył po raz ostatni księgę Nowego Testamentu. Jego uwagę zwróciły następujące słowa z Ewangelii św. Jana: „A to jest życie wieczne: aby znali Ciebie, jedynego prawdziwego Boga oraz Tego, którego posłałeś, Jezusa Chrystusa. Ja Ciebie otoczyłem chwałą na ziemi przez to, że wypełniłem dzieło, które Mi dałeś do wykonania. A teraz Ty, Ojcze, otocz mnie u siebie tą chwałą, którą miałem u Ciebie pierwej zanim świat powstał” (J 17, 3-5). Zamknąwszy księgę Fisher rzekł: „Wystarczy tej nauki, aby wytrzymać przez resztę mego życia”.

## Publikacje
- Treatise concernynge... the seven penytencyall Psalms (Londyn, 1508);
- Sermon... agayn ye pernicyous doctrin of Martin Luther (Londyn, 1521);
- Defensio Henrici VIII (Cologne, 1525);
- De Veritate Corporis et Sanguinis Christi in Eucharistia, adversus Johannem Oecolampadium (Cologne, 1527);
- De Causa Matrimonii... Henrici VIII cum Catharina Aragonensi (Alcalá de Henares, 1530);
- The Wayes to Perfect Religion (Londyn, 1535);
- A Spirituall Consolation written... to hys sister Elizabeth (Londyn, 1735).

## Znaczenie, święto, atrybuty
Beatyfikowany 29 września 1886 przez papieża Leona XIII, kanonizowany w 1935 przez papieża Piusa XI.
Jest patronem prawników. Święto jest obchodzone w Kościele katolickim 22 czerwca.

## Jan Fisher w kulturze
- Dynastia Tudorów – serial telewizyjny (2007–2010). W rolę Jana Fishera wcielił się Bosco Hogan.